# 羽林軍二十九
羽林軍二十九，又名寶瓶座89，CD-2317771，HD 218640、SAO 191687、HR 8817，是天鷹座的一颗恒星，视星等为4.69，位于銀經38.81，銀緯-66.53，其B1900.0坐标为赤經23h 4m 34.5s，赤緯-22° -66.53′ 58″。